# Villa August Ramm

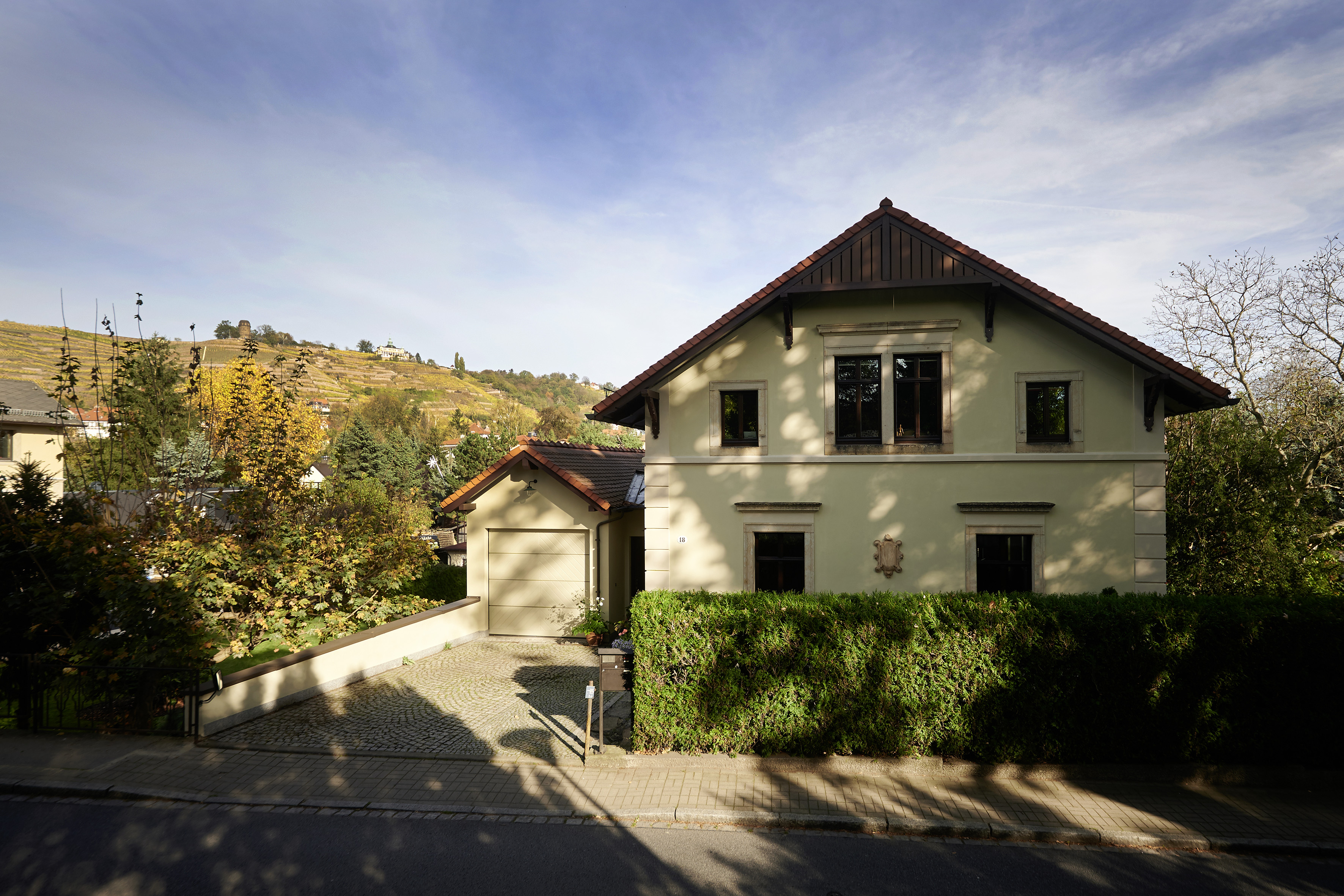
Villa August Ramm

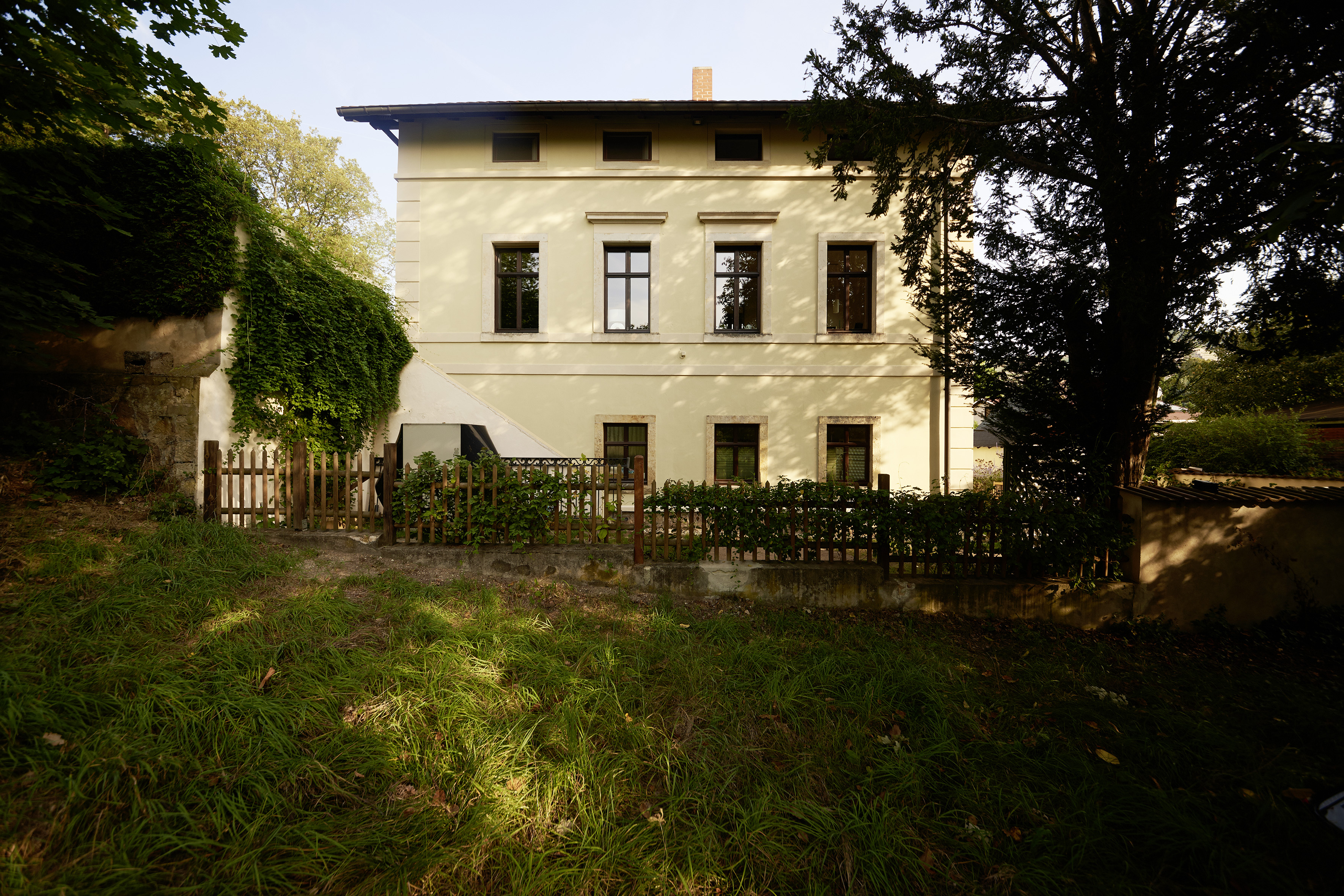
Villa August Ramm, von Süden; gut zu sehen ist das Tiefgeschoss unter Straßenniveau. Direkt rechts hinter dem Haus verläuft der Lößnitzbach.

Die Villa für August Ramm steht im Stadtteil Niederlößnitz der sächsischen Stadt Radebeul, in der Paradiesstraße 18. Sie wurde 1896 durch die Baufirma „Gebrüder Ziller“ errichtet.

## Beschreibung
Die kleinere, unter Denkmalschutz stehende landhausartige Villa ist ein Wohnhaus im Schweizerstil mit einem überkragenden, ziegelgedeckten Satteldach mit weitem Dachüberstand und Sparrengiebeln. Darunter findet sich ein Drempel. Das Gebäude steht giebelständig auf einem Hanggrundstück, damit erscheint es zur Straße hin eingeschossig, während es auf der abfallenden Gartenseite nach Osten hin durch ein Souterraingeschoss zweigeschossig ist. Der Eingang befindet sich in der nördlichen Seitenansicht.
Das Gebäude ist verputzt, die Fenster und Türen werden durch Sandstein-Gewände eingefasst. Auch im Drempel befinden sich flache Fenster. Einige der Fenster werden durch horizontale Verdachungen betont. Die ehemals vorhandenen Jalousien mit Schabracken sind heute verschwunden. In der Straßenansicht befindet sich ein kleines Wappenrelief aus Stuck.

Villa Ramm: Ursprünglich mit zwei Blitzableitern und Dachschmuck
Villa Ramm: Man beachte die winklig angelegte Straßenkante
Villa Ramm: Bauzeichnung der Seitenansicht, Unterschrift wohl von Gustav Ziller
Villa Ramm: Schreiben an die Amtshauptmannschaft über die Anmeldung zur Brandversicherung
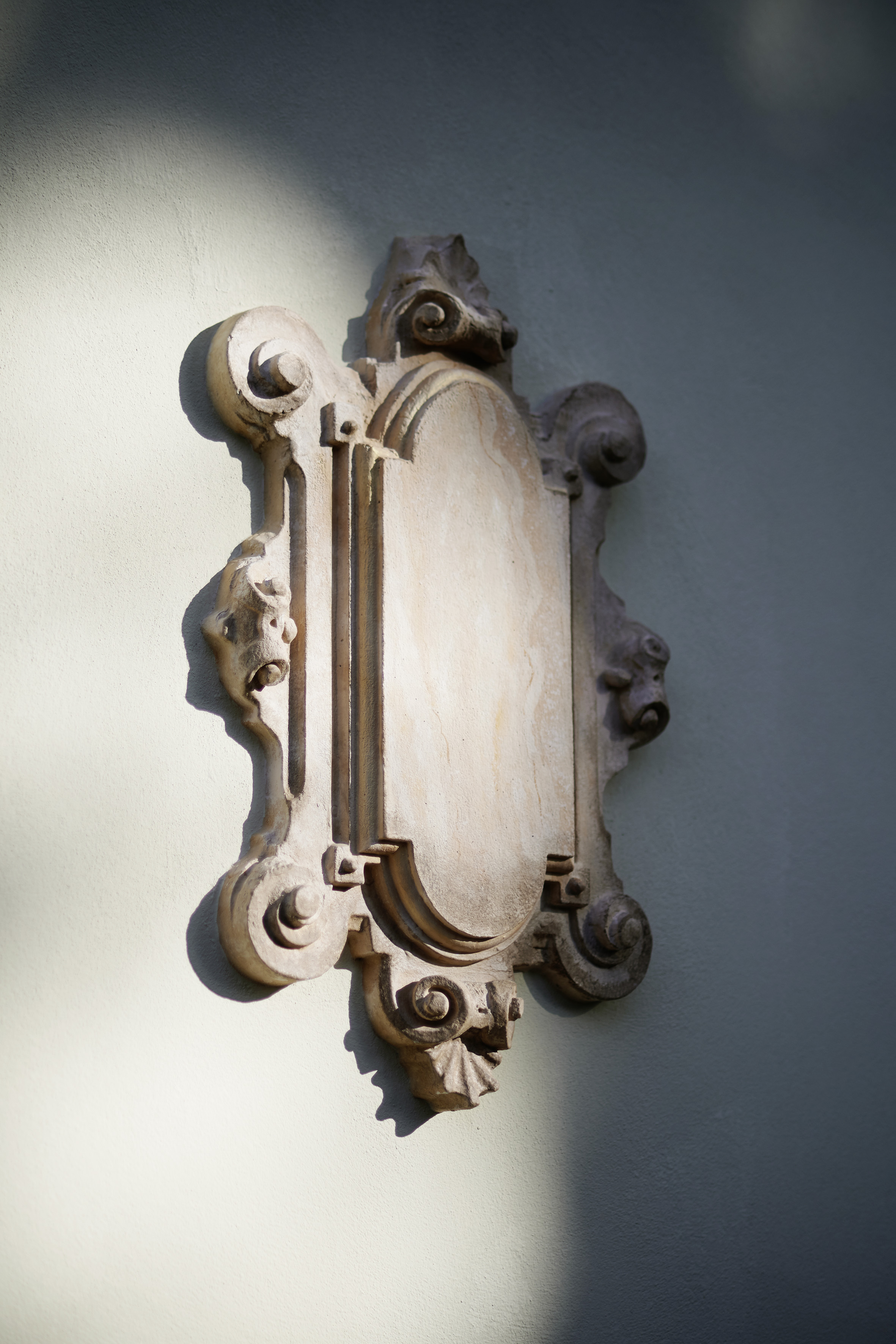
Villa Ramm: Stuckrelief